# Toxotes lorentzi
Toxotes lorentzi és una espècie de peix de la família dels toxòtids i de l'ordre dels perciformes.

## Descripció
El cos (d'oval a romboide, moderadament comprimit i amb les fileres d'escates en disposició horitzontal) fa 18 cm de llargària màxima i és de color marró fosc al dors (tot i que esvaint-se a groguenc en direcció al ventre) i amb els flancs argentats. Presenta 10 franges estretes al dors, les quals s'estenen fins a una mica per sota de la línia mitjana. Cap punxegut. Ulls grans. Boca moderadament gran i protràctil. Mandíbula inferior sortint. Angle de la mandíbula oblic. Maxil·lar prim i escatós. Dents vil·liformes a les mandíbules, el vòmer i els ossos palatins. Escates moderadament grans, ctenoides i estenent-se sobre el cap i les aletes imparelles. Galtes i opercle escatosos. Línia lateral contínua, la qual esdevé corbada per sobre de les aletes pectorals. 5 espines i 13-14 radis tous a l'aleta dorsal i 3 espines i 15-17 a l'anal. Aletes dorsal, anal i caudal fosques, pelvianes i pectorals groguenques i base de les pectorals fosc. Aleta caudal truncada i pectorals punxegudes. Weber i de Beaufort i Whitley van suggerir en el passat que aquesta espècie és la més primitiva de tots els peixos arquers a causa de la manca de marques distintives, la grandària petita de les escates, la línia lateral recta, la posició més anterior de l'aleta dorsal i el cos menys elevat.

## Reproducció
És un ovípar pelàgic que es reprodueix a l'inici de l'estació de les pluges.

## Alimentació
Menja petits insectes.

## Hàbitat i distribució geogràfica
És un peix d'aigua dolça, bentopelàgic i de clima tropical (24 °C-32 °C; 7°S-19°S), el qual viu als rierols i pantans amb abundant vegetació de Nova Guinea (Papua Nova Guinea i Papua Occidental) i Austràlia (el Territori del Nord).

## Observacions
És inofensiu per als humans.